# Роберт Борґ
Роберт Борґ (англ. Robert Borg, 27 травня 1913 — 5 квітня 2005) — американський вершник.
Срібний призер Олімпійських Ігор 1948 року в командній виїздці, учасник 1952, 1956 років.
Срібний призер Панамериканських ігор 1955 року в індивідуальній виїздці.